# Cyril Connolly
Cyril Vernon Connolly (Coventry, 10 settembre 1903 – Londra, 26 novembre 1974) è stato un critico letterario e scrittore britannico.
Compagno di scuola di George Orwell e Cecil Beaton alla St Cyprian's School, ebbe a scrivere: «Orwell mi diede prova che esisteva un'alternativa al carattere, l'Intelligenza. Beaton me ne mostrò un'altra, la Sensibilità». Connolly vinse il Premio di Storia Harrow History Prize, spingendo Orwell al secondo posto, e il Premio di Inglese, lasciando a Orwell solo quello dei Classici. Poi vinse una borsa di studio per andare a Eton un anno dopo lo stesso Orwell. Ebbe numerosi successi accademici, con vari premi, laureandosi al Balliol College di Oxford a pieni voti.

## Carriera letteraria
Nel 1928 Connolly fu assunto dal giornale della sinistra New Statesman ove continuò a lavorare per tutti gli anni trenta. Nel 1930, sposò l'americana Jean Bakewell che "si dimostrò una delle forze più liberatorie della sua vita... un'edonista senza complicazioni, indipendente, avventurosa, che celebrava l'attimo fuggente... una personalità attraente: calda, generosa, acuta e disponibile ..." Bakewell gli fornì quel supporto economico che gli permise di godersi numerosi viaggi, specialmente lungo le coste mediterranee, l'ospitalità, la cucina e le bevande. Sebbene avesse sopportato le scappatelle di Connolly per molti anni, alla fine lo lasciò nel 1935, con suo grande dolore.  Connolly scrisse solo un romanzo, The Rock Pool (1936), un'opera satirica che descriveva un gruppo di vitelloni a fine stagione sulla riviera francese, basata principalmente sulle sue esperienze nel sud della Francia.
Seguì nel 1938 la sua opera più nota, l'autobiografia che forma la seconda parte del libro Enemies of Promise (I nemici dei giovani talenti). In essa Connolly cercò di spiegare la sua incapacità a produrre quel capolavoro letterario che tutti si aspettavano producesse. Nel 1940 fondò l'importante e influente rivista letteraria Horizon insieme a Peter Watson, finanziatore della stessa e direttore artistico de facto. Connolly curò Horizon fino al 1950 (con Stephen Spender quale curatore associato e non citato, fino al 1941). Fu inoltre curatore letterario per breve tempo (1942-3) dello The Observer, fino ad un litigio con l'editore David Astor. Durante la seconda guerra mondiale scrisse, sotto lo pseudonimo di "Palinurus", The Unquiet Grave (La tomba inquieta), interessante raccolta di osservazioni e meditazioni. Dal 1952 fino alla morte, Connolly fu co-direttore delle recensioni letterarie (con Raymond Mortimer) presso il The Sunday Times UK.
Connolly fu insignito del titolo Commendatore dell'Ordine dell'Impero Britannico dalla Regina Elisabetta II d'Inghilterra e di varie altre onorificenze, tra le quali anche la Légion d'honneur.

## Valutazione
Connolly produsse le sue opere migliori come critico letterario. Come Edmund Wilson negli Stati Uniti, così anche Connolly in Gran Bretagna ebbe enorme influenza nell'ambiente letterario del periodo. Astuto e mordace commentatore, con grandi talenti espressivi, Connolly modellò il pensiero e le attitudini di un'intera generazione.
Quale editore di Horizon, a volte eccessivamente entusiasta dei nuovi stili e delle correnti moderniste, Connolly fornì il trampolino di lancio ad una notevole serie di scrittori emergenti. Kenneth Tynan, nel marzo 1954 su Harper's Bazaar, lodò lo stile di Connolly come "una delle più brillanti possessioni letterarie inglesi".

## Riferimenti nella cultura di massa
Il nome di Cyril Connolly appare in coda alla canzone di Monty Python, "Eric the Half-a-Bee", in un gioco di parole.
Nel premiato (e filmato) romanzo di Ian McEwan Espiazione (2001) la protagonista Briony Tallis, nascente autrice, presenta a Connolly il suo primo romanzo breve. Viene inclusa la sua lunga lettera di rifiuto (fittizia, ma costruita nel tipico stile di Connolly) dove cerca di attutire il colpo e offre suggerimenti per incoraggiare Tallis a continuare e migliorare. Tallis migliora e diventa una scrittrice di successo, rendendo chiaro l'importante contributo di Connolly alla sua formazione.
In aprile 2007 lo Oxford Dictionary of National Biography celebrò il ventesimo anniversario dei cartoni animati The Simpsons nominando Cyril Connolly quale equivalente di Homer Simpson, giudicandolo «un uomo che, come Homer, non scrisse mai un grande romanzo; il cui genio, come quello di Homer, risiede nel fallimento; un uomo noto per la sua ‘avidità, accidia, golosità, inconsistenza e malinconia’».
Nel film biografico della BBC TV "An Englishman Abroad" (Un inglese all'estero) (1983), la spia Guy Burgess chiede all'ospite attrice Coral Browne notizie e pettegolezzi dall'Inghilterra. Per due volte le chiede di Cyril Connolly e per due volte lei risponde che non sa chi sia.

## Opere
- The Rock Pool, 1935 (Acquario, trad. di Francesco Cavallone, Serra e Riva, Milano, 1987)
- Enemies of Promise, 1938 (I nemici dei giovani talenti, trad. di Gloria Beltrani, Sellerio, Palermo, 1994)
- The Unquiet Grave, 1944 (pubblicato con lo pseudonimo di Palinuro) (La tomba inquieta, trad. di Mariella Bertolucci, Adelphi, Milano, 1995)
- The Condemned Playground, 1945
- The Missing Diplomats, 1952
- The Golden Horizon 1953
- (con Jerome Zerbe) Les Pavillons: French Pavilions of the Eighteenth Century,1962
- Bond Strikes Camp, 1963 (James Bond: Missione tacchi a spillo,  trad. di Amedeo Poggi, Archinto, Milano, 1993)
- Previous Convictions, 1964
- The Modern Movement: 100 Key Books From England, France, and America, 1880–1950, 1965
- The Evening Colonnade 1973
- A Romantic Friendship, 1975 (contiene le lettere a Noel Blakiston)
- Cyril Connolly: Journal and Memoir, 1983
- Shade Those Laurels, 1990 (incompiuto, completato da Peter Levi) (Mistero al Club,  traduzione di Amedeo Poggi, Archinto, Milano, 1994)
- The Selected Works of Cyril Connolly, 2002